# Lawrence Venuti
Lawrence Venuti (* 9. února 1953) je americký translatolog. Zabývá se teorií a historií překladu a je aktivním překladatelem z italštiny, francouzštiny a katalánštiny.

## Kariéra
Venuti se narodil ve Filadelfii a absolvoval místní univerzitu, Temple University. Poté se přestěhoval do New Yorku. V roce 1980 zde získal titul Ph.D. v oboru anglický jazyk na prestižní Kolumbijské univerzitě. V témže roce obdržel cenu Renata Poggioliho za svůj překlad románu Delirium italské spisovatelky Barbary Alberti.
V současné době působí Venuti jako profesor angličtiny na Temple University, a na mnohých dalších univerzitách měl možnost učit jako hostující lektor – např. na Pensylvánské univerzitě, Princetonské univerzitě, Kolumbijské univerzitě, Tridentské univerzitě, Univerzitě Johannese Gutenberga v Mohuči a na Královské univerzitě v Belfastu.
Je také členem redakční rady či poradního výboru mnoha translatologických časopisů: Reformation: The Journal of the Tyndale Society,The Translator: Studies in Intercultural Communication, TTR: Traduction, Terminologie, Redaction,Translation Studies, Target: An International Journal of Translation Studies, a Palimpsestes. Osobně připravil vydání speciálních čísel, zaměřených na překlad a menšiny (The Translation, 1988) a překlad poezie (Translation Studies, 2001). Jeho překladové projekty získaly ocenění a granty – v r. 1980 od amerického PEN klubu, v r. 1983 od italské vlády, v r. 1983 a 1999 od americké grantové organizace National Endowment for the Arts a v r. 1989 od National Endowment for the Humanities. V roce 1999 obdržel Fulbrightovo stipendium pro vyšší lektory, díky němuž mohl učit translatologii na univerzitě ve španělském městě Vic.
V roce 2007 získal Guggenhaimovo stipendium za překlad poezie a prózy Giovanniho Pascoliho.

## Myšlenky a vliv
Venuti se zaměřuje na teorii a praxi překladu. Je považován za jednoho z nejzapálenějších současných translatologů, a jeho názory se často liší od mainstreamové teorie překladu. Kritizuje skutečnost, že překladatel je často „neviditelnou“ osobou. Už od počátků své vlastní překladatelské tvorby se věnuje také kritice překladu.
Jeho nejvýznamnější práce, The Translator's Invisibility: A History of Translation (česky doslova Překladatelská neviditelnost: Dějiny překladu) je od svého vydání v roce 1995 předmětem debaty. Venuti v ní předkládá svou teorii, že v Americe běžná praxe „domestikace“ cizího, zakořeněná hluboko v místní kultuře i právním řádu, nutí překladatele k neviditelnosti, poněvadž implikuje myšlenku, že „věrný překlad je zčásti definován iluzí transparentnosti“, nepřítomnosti překladatele v textu. Překlady, které experimentují nebo se snaží zachovat ducha cizojazyčné literatury, tak „s velkou pravděpodobností narazí na odpor nakladatelů a také velké části anglofonních čtenářů, pro které je četba záležitostí okamžité srozumitelnosti“. Tyto společenské zvyklosti pak vytváří atmosféru, v níž je čtivost (fluency) nejdůležitější vlastností kvalitního překladu a veškeré stopy cizoty, jinakosti, bývají cíleně smazány, což Venuti považuje za projev etnocentrického násilí. Jako řešení tohoto problému pak Venuti doporučuje foreignizační strategii překladu – překladatel záměrně „bere čtenáře do zahraničí“, místo aby „přinášel autora domů“, jak se to děje v případě domestikačního překladu.
Venuti neodmítá čtivost jako takovou, věří, že by překlad neměl být kostrbatý a měl by se hezky číst. Problém vidí spíše v tom, že přehnaný důraz na “hladký překlad” často vede k používání neutrálních, standardních jazykových forem – tedy jen úzkého zlomku toho, co každý jazyk ve skutečnosti nabízí – a v mnoha případech je tímto přístupem potlačena jazyková pestrost originálu, co se týče stylu, rejstříků apod.
Venuti vidí dva možné způsoby, jak předejít domestikaci a jejím nežádoucím společenským dopadům. První možná cesta je vybrat si k překladu takový text, který nezapadá do vzorce, podle nějž jsou obvykle vybírány texty k překladu z daného jazyka, a tímto krokem zpochybnit překladatelský kánon cílové kultury. Druhou možností je ozvláštnit při překladu neutrální, standardní jazyk nestandardními formami – regionálními a sociálními dialekty, hovorovými a slangovými výrazy, vulgarismy, archaismy, neologismy – avšak ne nahodile, ale s ohledem na vlastnosti originálu. Cílem těchto dvou metod není zkreslit a znesrozumitelnit originál, ale zachovat jeho cizí ráz, předat ho čtenáři i s jeho zvláštnostmi a jinakostí, a tím směřovat společnost k otevřenosti vůči cizím kulturám.
Susan Bassnettová, britská badatelka v oblasti literární komparatistiky, poukazuje na to, že Venutiho koncepce překladu spočívá především na osobě překladatele (nikoliv na stylu autora nebo požadavcích čtenářů), a Venuti trvá na tom, že by se měl překladatel do textu viditelně zapsat.

## Dílo
Venutiho práce zatím nebyly přeloženy do češtiny. Za nejvýznamnější z jeho dosavadní tvorby jsou považovány knihy The Translator's Invisibility: A History of Translation, The Scandals of Translation: Towards an Ethics of Difference a Translation Changes Everything: Theory and Practice.
- Our Halcyon Dayes: English Prerevolutionary Texts and Postmodern Culture (1989)
- Rethinking Translation: Discourse, Subjectivity, Ideology (1992) – antologie esejí, editor
- The Translator's Invisibility: A History of Translation (1995; 2. revidované vydání 2008)
- The Scandals of Translation: Towards an Ethics of Difference (1998)
- Encyclopedia of Translation Studies (1998) – jeden z přispěvatelů
- Oxford Guide to Literature in English Translation (2000) – jeden z přispěvatelů
- The Translation Studies Reader (2000; 2. vydání 2004; 3. vydání 2012)[9] – souhrn teorie překladu od starověku po současnost; editor
- Translation Changes Everything: Theory and Practice (2013)[10] – sbírka Venutiho kratších prací z let 2000–2012. Zabývá se výzkumem v oblasti překladatelské etiky, vlivu překladů na společnost a dalších souvisejících témat. Venuti pojímá překlad jako interpretační akt s dalekosáhlými sociálními důsledky, který je umožněn, ale zároveň také omezen, kulturní situací v dané zemi.

## Překlady do angličtiny
- Barbara Alberti: Delirium (1980) – román
- Aldo Rossi: A Scientific Autobiography (1981)
- Restless Nights: Selected Stories of Dino Buzzati (1983)
- Francesco Alberoni: Falling in Love (1983)
- The Siren: A Selection from Dino Buzzati (1984)
- Iginio Ugo Tarchetti: Fantastic Tales (1992, znovu vydáno 2013)
- Iginio Ugo Tarchetti: Passion (1994, znovu vydáno jako Fosca v r. 2009) – román
- Finite Intuition: Selected Poetry and Prose of Milo De Angelis (1995)
- Juan Rodolfo Wilcock: The Temple of Iconoclasts (2000) – sbírka skutečných a fiktivních životopisů
- Antonia Pozzi: Breath: Poems and Letters (2002)
- Italy: A Traveler’s Literary Companion (2003)
- Melissa P.: 100 Strokes of the Brush before Bed (2004) – fikcionalizované memoáry
- Massimo Carlotto: The Goodbye Kiss (2006) – román
- Massimo Carlotto: Death's Dark Abyss (2006) – román
- Ernest Farrés: Edward Hopper: Poems (2009) – sbírka poezie